# Juan Orlando Hernández
Juan Orlando Hernández Alvarado (Gracias, Lempira, Honduras, 28 de octubre de 1968) es un abogado y expolítico  hondureño. que se desempeñó como el décimo presidente de Honduras por dos mandatos consecutivos, entre enero de 2014 y enero de 2022.
Anteriormente fue diputado en el Congreso Nacional por el departamento de Lempira desde 1998 y presidente del mismo entre 2010 y 2014. El 24 de noviembre de 2013 fue elegido presidente constitucional de la República de Honduras en las elecciones generales por el 36 % de los votos. En 2017, fue reelecto en unas controvertidas elecciones, consideradas como fraude electoral, por gran parte de la opinión pública, debido a múltiples irregularidades. Aquello generó una crisis poselectoral, en la que el gobierno de Hernández reprimió la protesta social, dejando un saldo de 32 muertos.
Durante su presidencia, Honduras se convirtió en un narcoestado, en el que organizaciones criminales operaron desde el gobierno, la fuerza pública y el parlamento, realizando un sinnúmero de actividades ilícitas, principalmente el tráfico de drogas; todo esto, con la aprobación e incluso participación directa de Hernández y su familia. Desde 2019, Hernández fue investigado por autoridades estadounidenses, pero no se iniciaron acciones legales contra él, sino hasta cuando dejó el poder. 
El 14 de febrero de 2022, el gobierno de los Estados Unidos pidió la extradición de Hernández a aquel país por delitos de narcotráfico. Un día después, Hernández fue arrestado en su domicilio y guardó prisión preventiva en una unidad especial de la Policía Nacional. Su extradición se ratificó el 28 de marzo y se llevó a cabo el 21 de abril. El 8 de marzo de 2024, fue hallado culpable por tres cargos de narcotráfico en una corte federal de los Estados Unidos.

## Formación profesional
Su educación primaria y secundaria la concluyó en Gracias, y en 1985 egresó en la primera promoción del Liceo Militar del Norte en San Pedro Sula. Realizó sus estudios superiores en la Universidad Nacional Autónoma de Honduras, graduándose de licenciado en ciencias jurídicas y sociales, abogado y notario en 1990. Durante su curso por la UNAH, fue presidente de la Asociación de Estudiantes de Derecho entre 1988 y 1989 y miembro propietario de la Junta Directiva de la Facultad de Ciencias Jurídicas; también fue escribiente Primero y Tercero del Juzgado de Letras de lo Civil en Francisco Morazán. Además fungió como vocal primero de la Comisión de Asuntos Internacionales de la Asociación de Técnicos Legislativos Centroamericanos.
Al graduarse, su hermano Marco Augusto, quien ocupaba la Primera Secretaría del Poder Legislativo para el periodo 1990-1992, lo nombró su Asistente Ejecutivo, lo que le permitió conocer más de cerca a muchos líderes del Partido Nacional. Durante ese tiempo también fue monitor de la cátedra Derecho Procesal Civil I en la UNAH. Partió con una beca a España, para estudiar legislatura. A su regreso, se involucró activamente en la campaña presidencial del precandidato por el Partido Nacional, Roberto Martínez Lozano, donde se desempeñó como coordinador departamental en Lempira en 1993.
Gracias a una beca por excelencia académica, en 1994 ingresó a la Universidad Estatal de Nueva York, volviendo a Honduras al año siguiente con una Maestría en Administración Pública con Orientación en Administración Legislativa. Luego ganó una diputación en las elecciones de 1997, y simultáneamente dio clases de Derecho Constitucional en la UNAH, hasta 1999.

## Diputación
En el proceso electoral de 1997, venció al primer diputado liberal por el departamento de Lempira, convirtiéndose en diputado en el periodo 1998-2002. Durante su segundo período legislativo (2002-2006), fue elegido como primer secretario de la Junta Directiva. Propuso junto con a Porfirio Lobo Sosa que los diputados rindieran obligatoriamente una declaración jurada de bienes ante el Tribunal Superior de Cuentas. Fue también jefe de Bancada del PNH de 2005 a 2009 y secretario general del Partido Nacional, tras celebrarse una convención el 15 de marzo de 2009. 
Durante su tercer periodo como diputado (2006-2010) fue parte de la Comisión de presupuesto I y fueron aprobadas sus siguientes mociones: crear una comisión multipartidaria para conocer el avance del juicio entre Honduras y Nicaragua sobre el paralelo 15 (marzo de 2007), invitar al comisionado de la Estrategia para la Reducción de la Pobreza y a la Secretaría de Finanzas a rendir cuentas sobre estado de los desembolsos a municipalidades del año 2006 (abril de 2007) y pedir al presidente del Ejecutivo Manuel Zelaya que reclame una disculpa pública al mandatario venezolano Hugo Chávez por ofender al cardenal Óscar Andrés Rodríguez (julio de 2007).

### Presidencia del Congreso Nacional
Para su cuarto período como diputado, en enero de 2010, el pleno del Congreso Nacional eligió a Juan Orlando Hernández como presidente de la Junta Directiva de ese poder del Estado. En abril del mismo año presidió la octava reunión extraordinaria del Foro de Presidentes de los Poderes Legislativos de Centroamérica y la Cuenca del Caribe, en San Pedro Sula.
Durante su presidencia, se aprobaron una serie de medidas controvertidas, tales como la Ley Temporal de Seguridad Poblacional, o "Tasa de Seguridad"; la Ley de Inversiones para Atracción de Capitales y la ley para la creación de Zonas Especiales de Desarrollo, conocidas como Ciudades Modelo. También se enfocó en el tema de seguridad ciudadana con medidas como la reactivación del Consejo Nacional de Seguridad Interior (Conasin) y la creación de la Oficina de Asuntos Internos de la Policía. Asimismo, antes de dejar el Congreso para dedicarse a su campaña presidencial, Hernández introdujo un proyecto de ley para la creación de la Unidad Toma Integral Gubernamental de Respuesta Especial de Seguridad (Tigres), aprobada en junio de 2013. La unidad Tigres se encarga de realizar actividades de inteligencia y de reacción que permiten hacer operaciones que la Policía Preventiva no puede hacer. El 12 de junio de 2013, el Congreso Nacional le extendió un permiso para ausentarse de sus funciones y dedicarse totalmente a su campaña como candidato presidencial por el Partido Nacional.

Tasa de Seguridad
En julio de 2011 entró en vigencia la Ley Temporal de Seguridad Poblacional, que imponía una serie de tasas especiales a cuentas bancarias y actividades empresariales con el fin de obtener fondos extra para combatir la criminalidad. Ante las múltiples críticas por parte del Consejo Hondureño de la Empresa Privada, las organizaciones de consumidores y la banca; la ley fue reformada, estableciendo tasas más bajas, y publicada en enero de 2012.
Ciudades Modelo
En septiembre de 2012 se presentó un proyecto de ley para la creación de Regiones Especiales de Desarrollo (RED), conocidas popularmente como "Ciudades Modelo", y se firmó un convenio con una empresa estadounidense para la construcción de la primera de ellas, que comenzaría en octubre. Inspiradas en la idea de las ciudades chárter, las ciudades modelo serían ciudades autónomas de hasta 33 km² cada una, construidas por empresas extranjeras con concesiones de hasta 80 años, que según sus promotores, captarían la inversión extranjera e incentivarían notablemente el desarrollo de la región. La iniciativa se encontró con el rechazo de organizaciones sociales y de juristas, quienes vieron a las mismas como una forma de "privatización del territorio nacional", llegándose a presentar casi 70 recursos de inconstitucionalidad contra la misma. Ese mismo mes, 13 de los 15 magistrados de la Corte Suprema de Justicia declararon inconstitucional el proyecto de ley por violentar la autonomía judicial del país, su soberanía y su forma de gobierno, y comprometer el desarrollo del país. Tanto Hernández como el presidente de la República, Porfirio Lobo Sosa, lamentaron esta decisión.
El proyecto fue reintroducido en enero de 2013 con algunos cambios para impedir que se repitiera el fallo de inconstitucionalidad, y fue aprobado una vez más por el Congreso en el marco de un debate donde se cuestionó nuevamente la violación de la soberanía nacional. Las ahora llamadas "Zonas de Desarrollo y Empleo Económico" (ZEDE) continuaron promoviéndose como proyectos de gran beneficio para el país durante todo el mandato de Hernández como presidente de la República.
Pruebas de confianza
En enero de 2012 se aprobó la Ley de Depuración Policial, que introdujo las "pruebas de confianza" a miembros de la Policía Nacional, en donde se incluía el uso de un polígrafo, algo prohibido por el artículo 101, literal 7 del Código Procesal Penal del país. La ley violaba además garantías constitucionales y del derecho internacional. Tal situación llevó a cuatro de los cinco miembros de la Sala de lo Constitucional de la Corte Suprema a fallar en contra de las pruebas de confianza, aunque todos coincidieron en la ilegalidad del uso del polígrafo. En respuesta, el 12 de diciembre el Congreso Nacional determinó destituir a los 4 magistrados con la aprobación de 97 de los 128 diputados, esto con el respaldo de Hernández, quien habló de una "conspiración" de los magistrados contra los intereses del pueblo. La acción fue considerada por muchos un "golpe institucional" contra la Corte Suprema de Justicia por parte del Congreso, que excedió sus facultades según expertos constitucionalistas. También fue condenada por diputados de las diversas bancadas en el Congreso, por el fiscal general adjunto del Ministerio Público y presidente del Colegio de Abogados de Honduras, Roy Urtecho, por la Asociación de Jueces por la Democracia y por la Asociación de Funcionarios y Empleados del Poder Judicial;
y cuestionada por el Consejo Nacional Anticorrupción.

## Campañas presidenciales

### Campaña de 2012-2013
Durante la campaña para las elecciones internas de noviembre de 2012, el principal candidato opositor de Juan Orlando fue el entonces alcalde del Distrito Central, Ricardo Álvarez. El 9 de diciembre el Tribunal Supremo Electoral (TSE) declaró como ganador a Juan Orlando Hernández con el 39 % de los 1,144,444 de votos que registró de manera histórica este partido político. El movimiento de Ricardo Álvarez acusó en un comunicado al movimiento de Hernández de ganar las elecciones mediante fraude. Asimismo, Álvarez demandó un reconteo "voto por voto". Al final, Álvarez reconoció los resultados oficiales y aceptó la propuesta de Hernández de acompañarlo como candidato a designado presidencial.
En julio de 2013, durante su campaña presidencial, el candidato Hernández llevó a cabo el programa "El Pueblo Propone", para escuchar las ideas y sugerencia de las comunidades, comprometiéndose a integrarlas a su plan de gobierno. En materia de seguridad, su propuesta para que unos 30,000 soldados de las Fuerzas Armadas conformasen una Policía Militar para combatir la violencia en Honduras, fue criticada por los candidatos opositores, Xiomara Castro de Zelaya del partido Libre y Salvador Nasralla del Partido Anticorrupción, así como por el analista y ex-Comisionado de los Derechos Humanos, Ramón Custodio, y el Centro de Prevención Tratamiento y Rehabilitación de Víctimas de la Tortura.
En las elecciones generales de noviembre de 2013, en las que hubo una participación récord del 61 %, Hernández ganó la presidencia del país con 1,149,302 votos. Hernández, con 45 años de edad, se convirtió en el presidente hondureño más joven en asumir el cargo del siglo XX y XXI, además de ser la primera ocasión en la que el Partido Nacional ganó de manera consecutiva desde el inicio de la Era Democrática en el país.

### Campaña de 2017
En noviembre de 2016, Juan Orlando anunció que buscaría la reelección, postulándose como precandidato por dos corrientes internas dentro del Partido Nacional. Las elecciones internas se llevaron a cabo en marzo de 2017, dando como ganador a Hernández con 1,063,807 votos, el 92.56 % del total.
Como candidato oficial del Partido Nacional, Hernández presentó en octubre su plan de gobierno, titulado "Honduras avanza con paso firme", basado en 7 pilares: Innovación productiva, Acceso a crédito, Honduras plataforma logística, Salud y educación, Seguridad y defensa, Estabilidad en el país, y Honestidad y transparencia. Entre sus principales propuestas se encontraron la generación masiva de empleo a través del Plan 20/20 y las Zonas Especiales de Desarrollo, el programa Vida Mejor, la consolidación de un sistema de seguridad enfocado en la prevención del delito y el mejoramiento de la imagen de país para atraer inversión. Tras las elecciones generales del 26 de noviembre, fue declarado oficialmente como ganador el 17 de diciembre, con el 42.95 % de los votos, es decir 1,410,888 votos. Los cuestionamientos al proceso y las protestas de opositores llevaron a una crisis poselectoral.

## Presidencia de la República

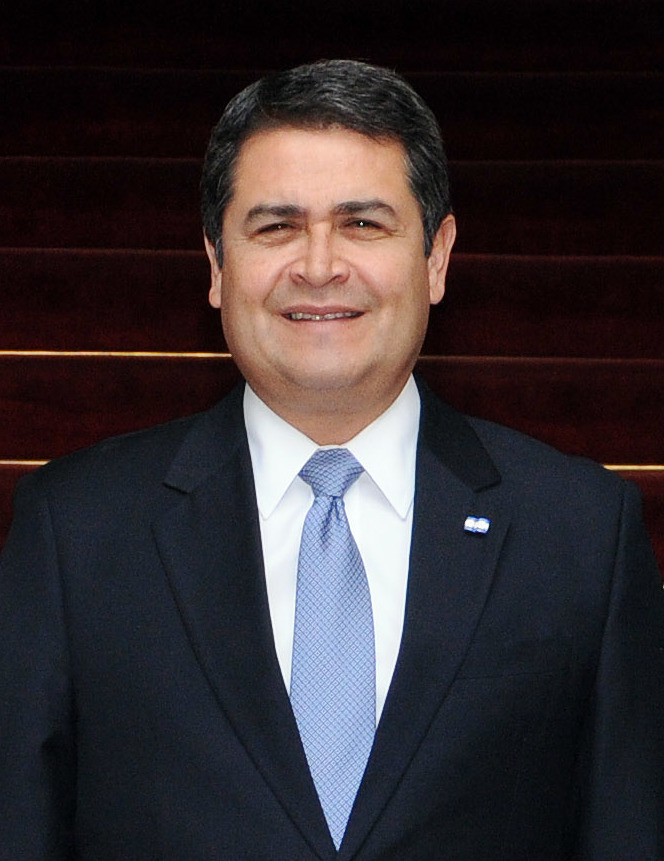
Hernández en 2015

El 27 de enero de 2014 comenzó el mandato presidencial. En su discurso inaugural, Hernández prometió que depuraría las instituciones pública, elevaría el número de elementos de seguridad y aplicaría la “cero tolerancia”. También, bajo el lema "Una vida mejor", Hernández reiteró su promesa de ayudar a las familias más pobres, de apoyar a los pequeños productores y de generar empleos. Luego de resultar ganador en las elecciones generales de 2017, Hernández comenzó su segundo mandato, que concluirá el 27 de enero de 2022.

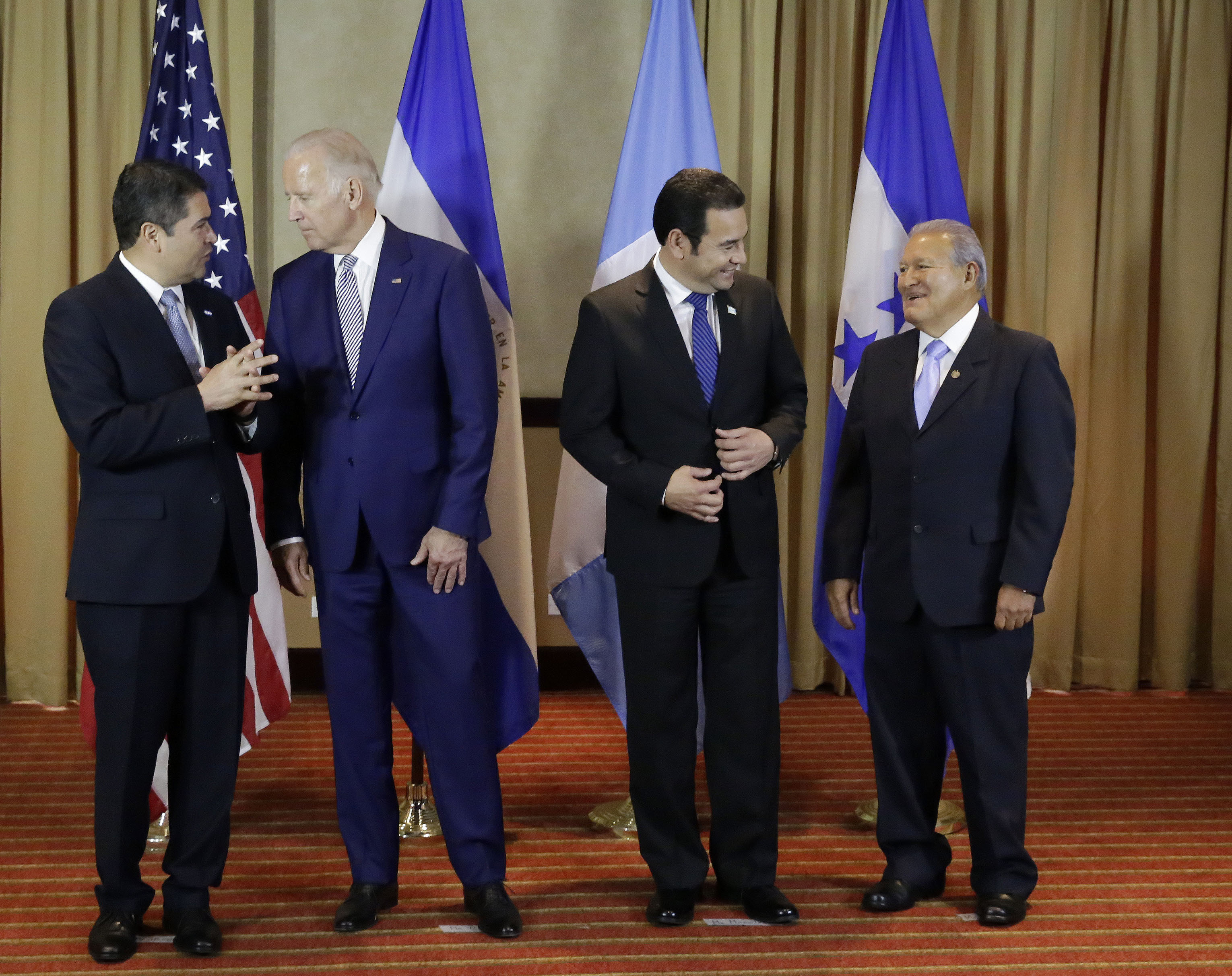
De izq. a der.: Presidente Juan Orlando Hernández de Honduras, Joe Biden Vicepresidente de Estados Unidos, Jimmy Morales Presidente de Guatemala y Presidente Salvador Sánchez Cerén de El Salvador.

Su gobierno se estructura en 7 gabinetes sectoriales en los cuales se integran la mayor parte de instituciones del Estado, entre las cuales sólo 13 tienen el rango de secretaría, más una secretaría general que está por encima de los ministros sectoriales y una secretaría de la presidencia; contrastando con las 38 secretarías del gobierno anterior. El nuevo esquema de gobierno contempló la desaparición de la Secretaría de Planificación y Cooperación Externa, Cultura, Artes y Deportes; Turismo; Pueblos Indígenas y Afrohondureños; y de Justicia y Derechos Humanos, cuyas funciones y presupuestos pasaron a otras instituciones. También le quitó el rango de secretaría a varias instituciones.
En su primer acto público como presidente, Juan Hernández firmó una carta de intenciones con Transparencia Internacional para pactar un convenio entre su gobierno y este organismo internacional, el cual fue firmado en octubre de 2014. siendo el primero de este en el mundo, y el cual se monitorea cada tres meses. En abril de 2016, como producto las "marchas de las antorchas", se instaló la Misión de Apoyo contra la Corrupción y la Impunidad en Honduras (MACCIH), la cual contribuyó en la judicialización del escandaloso caso de robo al Seguro Social, y en la creación de una unidad fiscal contra la corrupción. 
Durante su gobierno, Honduras ha pasado de la posición 123 a la 106 en el Índice de Paz Global, logrando una reducción de 37.1 puntos en el índice de muertes violentas y posicionándose junto a Chile en el primer lugar del Índice Global de Ley y Orden de 2017 a nivel de Latinoamérica, el cual mide la percepción de seguridad ciudadana y la confianza en los entes de seguridad. Se han extraditado 14 hondureños a Estados Unidos por delitos de lavado de activos y tráfico de drogas, lo cual representó un importante golpe para los cárteles que operan en Honduras. El primer extraditado fue Carlos Arnoldo "El negro" Lobo, antiguo operador del Cártel de Sinaloa de México y del Cártel de los Cachiros de Honduras, quien ayudó a desvelar un plan de magnicidio contra el presidente Hernández. También se construyeron las dos primeras cárceles de máxima seguridad y comenzó a funcionar el Sistema Nacional de Emergencia 911.
En Economía, Honduras ha tenido importantes avances, re-estableciendo con éxito su estabilidad macroeconómica y bajando sustancialmente su déficit fiscal. En 2015, la Cepal colocó a Honduras como el país con más pobreza en Latinoamérica, reportando en los siguientes años un aumento económico del 11%. Asimismo, ha reducido su riesgo crediticio a cifras históricas, pudiendo cumplir en tiempo y forma con las obligaciones financieras. Según el Consejo Monetario Centroamericano, la deuda del país aumentó USD 2,000 millones de enero de 2014 a abril de 2017 (del 42.2 al 42.4% del PIB).
Su presidencia se caracterizó por un aumento de la influencia de las organizaciones evangélicas conservadoras y del Opus Dei en las decisiones del gobierno. Se instituyó la oración obligatoria al comienzo del día en las escuelas y en ciertas instituciones como la policía y el ejército. A principios de 2021 se consagró en la Constitución la prohibición total del aborto y del matrimonio entre personas del mismo sexo, lo que hace muy difícil cambiar la ley posteriormente.

## Vida personal y creencias
Juan Orlando Hernández nació en la aldea Río Grande, Gracias del departamento de Lempira, el 28 de octubre de 1968. Sus padres son Juan Hernández Villanueva y Elvira Alvarado Castillo, siendo el número 15 de 17 hermanos. A los 19 años, conoció en la Universidad a Ana Rosalinda García, con quien contrajo matrimonio 3 años después, en 1990; ambos tienen cuatro hijos: Juan Orlando, Ivonne María, Ana Daniela e Isabela. En su primer mandato presidencial, una de sus hermanas mayores, la ahora difunta Hilda Hernández, fue nombrada Ministra Directora de Comunicaciones, mientras que otro hermano, Juan Antonio Hernández Alvarado, conocido como "Tony", fue diputado propietario en el Congreso Nacional de Honduras y en noviembre de 2018 fue capturado en Miami, Estados Unidos, y encontrado culpable por el delito de narcotráfico el 18 de octubre de 2019.
Sus maestros de escuela lo recuerda como alguien travieso e inteligente, y sus compañeros de universidad como alguien tenaz y perseverante. Es aficionado a correr para ejercitarse. Como cristiano, se opone al matrimonio entre personas del mismo sexo, y se declaró a favor de la lectura de la Biblia en las escuelas.
El martes 16 de junio de 2020, durante la pandemia de COVID-19, Hernández y su esposa fueron diagnosticados con esta enfermedad. El mandatario dijo comenzar a sentir malestares desde el fin de semana y encontrarse con «síntomas leves». Sin embargo, horas después fue internado por neumonía en el Hospital Militar de Tegucigalpa, donde fue tratado con anticuerpos y medicamentos por la vía intravenosa. Fue dado de alta el 2 de julio.

## Controversias
El primer escándalo que sacudió al gobierno fue la revelación del uso de dinero proveniente del saqueo al Instituto Hondureño de Seguridad Social en la primera campaña presidencial de Hernández, donado a través de empresas fantasma. Hernández admitió este hecho y alegó desconocimiento sobre la fuente ilegal de dichas donaciones, las cuales posteriormente "fueron devueltas" según el presidente del Partido Nacional. El escándalo provocó que decenas de miles de hondureños protestaran cada viernes en las principales ciudades del país, portando antorchas y pidiendo la renuncia del presidente bajo la consigna «Fuera JOH». Las llamadas marchas de las antorchas, convocadas por el grupo de "Los indignados", se extendieron desde mayo hasta agosto de 2015, exigiendo la conformación de una Comisión Internacional Contra la Impunidad y la Corrupción en Honduras (CICIH), similar a la CICIG conformada en Guatemala. Tras un diálogo nacional iniciado por el presidente Hernández con la asistencia de un equipo de facilitadores de la OEA, se concibió la idea de una Misión de Apoyo contra la Corrupción y la Impunidad en Honduras (MACCIH), la cual fue finalmente instalada en abril del siguiente año.
En marzo de 2016 asesinaron a la mundialmente conocida activista indígena y ambientalista Berta Cáceres, hecho condenado a nivel nacional e internacional con pronunciamientos de organizaciones como el Parlamento Europeo, la Comisión Interamericana de Derechos Humanos y Greenpeace. El Presidente Hernández condenó el hecho y declaró el esclarecimiento de su crimen como una prioridad del Estado. Sin embargo, tiempo después Amnistía Internacional y el Comité de la ONU contra la Tortura criticaron la deficiente investigación de las autoridades hondureñas en el caso. Como medida de presión en busca de resultados, 5 congresistas estadounidenses propusieron suspender la ayuda económica de EE. UU. a los entes de seguridad en Honduras, por lo cual el presidente Hernández viajó a Washington para impedirlo. Posteriormente, en enero de 2017, Global Witness publicó un informe en el que señalaba a Honduras como el país más peligroso del mundo para el activismo ambiental, con 123 personas asesinadas desde 2010 por oponerse a proyectos de represas. El informe denunciaba la participación de la policía y el ejército y señalaba directamente a la presidenta del Partido Nacional y vicepresidenta del Congreso Nacional, Gladis Aurora López Calderón y a su marido. López querelló al presidente de Global Whitness por difamación y calumnia, mientras que el gobierno acusó al informe de ser falaz.
En abril de 2015, la Corte Suprema de Justicia falló a favor de un recurso de inaplicabilidad al artículo 239 de la Constitución, lo cual permitió la reelección presidencial en el país centroamericano. La decisión fue calificada por expertos como una violación a la constitución y una extralimitación de las facultades de la Corte Suprema. Gracias a ella, Hernández pudo participar como candidato a la presidencia una vez más; candidatura que sectores de la oposición tacharon de ilegal. Tras las elecciones generales de 2017, en las que Hernández fue declarado ganador, se sucedieron una serie de protestas violentas alegando fraude, las cuales dejaron un saldo de al menos 23 muertes según la ONU. También los análisis de la OEA y la revista The Economist arrojaron dudas sobre la transparencia de los comicios; todo lo cual contribuyó a la generación de una crisis poselectoral.

## Juicio por narcotráfico

### Antecedentes
A fines de mayo de 2019, fiscales estadounidenses presentaron documentos originalmente publicados en 2015 que revelaban que Hernández era objeto de una gran investigación de narcotráfico y lavado de dinero junto con su hermana Hilda y otras personas de su círculo.
En octubre de 2019 comenzó un juicio por cargos de narcotráfico contra el hermano de Hernández, Tony Hernández. Al presentarse la acusación se mencionó que Juan Orlando Hernández habría recibido de parte de Tony un millón de dólares enviados por Joaquín “El Chapo” Guzmán. Ante esto, el presidente Hernández reaccionó en Twitter diciendo que «la alegación en sí es 100% falsa, absurda y ridícula... esto es menos serio que Alicia en el País de las Maravillas». El testigo presentado por la fiscalía para corroborar esa historia fue el exalcalde hondureño Amílcar Alexander Ardón Soriano, quien afirmó haber presenciado una reunión entre Tony Hernández y El Chapo, donde se entregó la suma para la campaña de reelección de Hernández como diputado del Congreso Nacional de Honduras. También afirmó que Hernández le pidió sobornar a tres diputados de ese departamento para que votarán por él a la presidencia del Congreso, y así procedió.
En julio de 2021, Hernández fue incluido en la lista de los Estados Unidos de "actores corruptos y antidemocráticos". La acción fue dada a conocer el 7 de febrero de 2022, momento en que ese país le suspendió la visa a Hernández. El exmandatario publicó ese mismo día una carta abierta donde dijo estar sorprendido de que la decisión esté basada en reportes de medios de comunicación y declaraciones de «narcotraficantes y asesinos confesos» que fueron extraditados por su gobierno y que antes de su llegada a la presidencia del Congreso en 2010 «dominaban a plenitud el país». Finalmente, listó los logros de su gestión como presidente, aduciendo que se redujo en un «83% el tráfico de droga por Honduras».

### Extradición
El 14 de febrero, la cadena CNN fue la primera en anunciar que Hernández había sido pedido en extradición por Estados Unidos por delitos de narcotráfico. La noche de ese mismo día policías se apostaron a las afueras de la casa del expresidente, en una colonia exclusiva de Tegucigalpa. Al día siguiente, las fuerzas policiales encabezadas por el ministro de seguridad, Ramón Sabillón, se llevaron a Hernández de la puerta de su casa esposado de pies y manos, y lo trasladaron a una unidad especial de la policía, donde fue presentado al público. La detención fue parte de un trabajo en conjunto con la DEA.
El 16 de febrero Hernández fue llevado al juzgado, donde se le informaron los cargos de Estados Unidos en su contra: conspiración para importar narcóticos, portación o uso de armas de fuego y conspiración para importar armas de fuego. Según la fiscalía de ese país entre 2004 y 2022 «Hernández participó en la conspiración violenta de narcotráfico para recibir cargamentos de múltiples toneladas de cocaína enviadas a Honduras desde Colombia y Venezuela, entre otros lugares, por rutas aéreas y marítimas (...) la conspiración transportó más de aproximadamente 500.000 kilogramos de cocaína a través de Honduras con destino a Estados Unidos».
Hernández guardó prisión preventiva en una unidad especial de la Policía Nacional. En la siguiente audiencia, el 16 de marzo, un juez aprobó la extradición de Hernández. La misma fue ratificada el 28 de ese mes, habiendo una espera de más de dos semanas por la firma de dos magistrados faltantes. Hernández fue finalmente extraditado el 21 de abril de 2022 a eso de las 4:20 p. m., luego de un operativo de movilización que contó con alrededor de 900 policías. Partió del Aeropuerto Toncontín en un avión de la DEA rumbo a Nueva York.

### Proceso judicial
El exgobernante asistió a una primera audiencia el 22 de abril de 2022. Durante la segunda audiencia, el 10 de mayo, Hernández se declaró "no culpable".
El juicio contra Hernández comenzó el 21 de febrero de 2024. El 8 de marzo fue encontrado culpable de los delitos de conspiración de narcotráfico y portación y tráfico de armas. El 26 de junio del mismo año un juez federal lo sentenció a 45 años de prisión.

### Reacciones
El 14 de febrero en la noche, decenas de personas se reunieron a inmediaciones del cerco policial para celebrar el pedido de extradición. Al día siguiente, a primeras horas, Hernández mandó un audio vía Twitter donde agradeció a quienes lo acompañaban y dijo estar «presto y listo para colaborar y llegar voluntariamente» para poder defenderse. También el miércoles 16 grupos menores de simpatizantes de Hernández y del gobernante partido Libre se manifestaron a las afueras de la sala de la Corte Suprema donde compadecía el expresidente.
El 17 de febrero el presidente de México, Andrés Manuel López Obrador criticó en su conferencia de prensa diaria la forma en la que se llevó a cabo la detención de Hernández: «¿Cómo lo van a encadenar? Esto es prepotencia, violación de derechos humanos; eso es indigno, encadenar a alguien». El Consejo de Rabinos de las Américas condenó también en un comunicado el «trato inhumano, denigrante y degradante del que fue objeto el Señor Hernández», calificando el procedimiento llevado a cabo como un «circo mediático». También reprochó la actitud de los religiosos de Honduras que  «guardaron silencio [...] con el objetivo de congraciarse con lo nueva administración». El mismo día la Secretaría de Estado de la Presidencia emitió un comunicado en el que el asesor de la presidencia Manuel Zelaya dijo que a Hernández se le está tratando con dignidad y «absoluto respeto a sus derechos humanos».
En el transcurso de ese día también el hijo de Hernández, del mismo nombre, dijo en redes sociales que «[Su padre] desde el primer día de su gestión inició una lucha de frente en contra del narcotráfico, crimen organizado y la corrupción que había hecho de Honduras su paraíso [...] Ahora mi padre está siendo injustamente señalado, pero somos muchos los hondureños que reconocemos su lucha desde el primer momento». Y en la noche, la esposa de Hernández, Ana García Carías celebró una jornada de oración frente al lugar donde está detenido Hernández, a la que asistieron decenas de seguidores, amigos y familiares.
El 18 de febrero la Secretaría de Derechos Humanos emitió un comunicado donde informó sobre su monitereo al proceso de detención de Hernández. Dijo que no se detectó uso de la fuerza y que con el encadenamiento de Hernández la Secretaría de Seguridad incumplió una regla de las Reglas Mínimas de las Naciones Unidas para el Tratamiento de los Reclusos (Reglas Nelson Mandela); también aseguró que trabajará con la Secretaría de Seguridad para asegurar el cumplimiento de las mismas. El canciller de Honduras, Eduardo Enrique Reina, dijo al día siguiente que a Hernández no se le violentaron sus derechos. Tanto Reina como la Secretaría en su comunicado recordaron que la práctica de exponer a los detenidos fue común en el gobierno de Hernández.
El 21 de febrero la ex-primera dama y esposa de Hernández, Ana García Carías, presentó una queja formal ante el Comisionado Nacional de los Derechos Humanos (Conadeh) por el trato «humillante y denigrante» que recibió su esposo, y, apoyando la narrativa de este último, dijo que las acusaciones eran parte de «una venganza de parte de los mismos narcotraficantes que fueron extraditados». García también ha defendido la inocencia de Hernández y le ha mostrado su apoyo a través de vigilias y declaraciones públicas. El día de la extradición de Hernández, Ana García tuiteó un video de Hernández reiterando una vez más que es inocente y que las acusaciones en su contra son una conspiración de los narcos condenados en los Estados Unidos.

## Publicaciones
El 10 de noviembre de 2020, Hernández presentó en Washington D. C. su libro: Juntos hicimos historia, 8 años de Juan Orlando, donde detalla los logros durante su gestión como presidente de la República.